# Laxus contortus
Laxus contortus är en rundmaskart som beskrevs av Nathan Augustus Cobb 1894. Laxus contortus ingår i släktet Laxus och familjen Desmodoridae. Inga underarter finns listade i Catalogue of Life.